# Хохол-Тростянка
Хохо́л-Тростя́нка — село в Острогожском районе Воронежской области.
Административный центр Хохол-Тростянского сельского поселения.

## История
Хохол-Тростянка — одно из древнейших сёл Острогожского района. Предполагается, что оно ведет свой счет с момента основания самого города Острогожска — с 1652 года. В документах того периода говорится, что на речке Тростянке (притоке Ольшанки), были «черкасские огороды», то есть огороды жителей Острогожска. Все больше семей селилось в этом месте и по документам 1680 года здесь уже значилось большие 20 дворов. В 1795 году в селе жило 2229 человек, в 1859 году — 2707 человек.
Прежнее название слобода Тростянка или Черкасская Тростянка. Название получено по этнониму местного населения — «черкасы» то есть украинцы, для отличия от села Русская Тростянка расположенного севернее.

## Население
| 1859 | 1897  | 2000 | 2005 | 2010 | 2012 | 2013 |
| ---- | ----- | ---- | ---- | ---- | ---- | ---- |
| 2707 | ↗2724 | ↘753 | ↘704 | ↘652 | ↘624 | ↘602 |
| 2014 | 2015  | 2016 | 2017 | 2018 |      |      |
| ↘589 | ↘581  | ↘565 | ↗585 | ↘571 |      |      |

## Улицы
| - ул. Будённого - ул. Ворошилова - ул. Чкалова - ул. Шевченко | - пер. Колхозный - пер. Мира - пер. Школьный |

## Инфраструктура
В селе действует ООО «Хохол-Тростянка». Работает Хохол-Тростянская основная общеобразовательная школа.